# Crotalus tancitarensis
Espèce
Statut de conservation UICN

 DD  : Données insuffisantes
Crotalus tancitarensis est une espèce de serpents de la famille des Viperidae. 

## Répartition
Cette espèce est endémique de l'État de Michoacán dans le sud-ouest du Mexique.

## Description
Dans leur description les auteurs indiquent que l'holotype, une femelle, mesure 356 mm dont 29 mm pour la queue. Son dos est bleu gris pâle et présente 51 bandes transversales sombres. Sa nuque est marquée d'un motif noir en forme d'oméga (Ω). Une bande noire s'étend de la mâchoire jusqu'à la partie inférieure de l'œil. Sa face ventrale est crème.
C'est un serpent venimeux.

## Étymologie
Son nom d'espèce, composé de tancitar[o] et du suffixe latin -ensis, « qui vit dans, qui habite », lui a été donné en référence au lieu de sa découverte, le Cerro Tancítaro à environ 3 225 m d'altitude.

## Publication originale
- Alvarado-Díaz & Campbell, 2004 : A new montane rattlesnake (Viperidae) from Michoacán, Mexico. Herpetologica, vol. 60, n. 2, p. 281-286 (texte intégral).